# Juozas Vilpišauskas
Juozas Vilpišauskas (ur. 1899 w Szawlach, zm. ?) – litewski kolarz i lekkoatleta, olimpijczyk.

## Życiorys
W 1923 roku zdobył trzy medale lekkoatletycznych mistrzostw Litwy. Zwyciężył w biegu na 800 m (2:24,9), a także zdobył srebrne medale w biegu na 400 m (1:05,5) i biegu na 1500 m (4:59,1).
Otrzymał powołanie do reprezentacji narodowej na Letnie Igrzyska Olimpijskie 1924 (debiut Litwy na igrzyskach olimpijskich). Obok Isakasa Anolikasa był jednym z dwóch litewskich kolarzy startujących na zawodach w Paryżu. Vilpišauskas wziął udział w jeździe indywidualnej na czas, której nie ukończył – około setnego kilometra upadł na zakręcie, doznając kontuzji.
W 1924 roku został mistrzem Litwy w jeździe drużynowej na 70 km i brązowym medalistą w indywidualnej jeździe na czas na dystansie 110 km. Rok później zwyciężył w obu konkurencjach, dokładając też brązowy medal w jeździe indywidualnej na dystansie 10 km. Również w 1925 roku zwyciężył wyścig Kowno–Mariampol–Kowno. Ustanowił także rekordy kraju w kolarstwie torowym (na dystansach 3 km i 5 km) i kolarstwie szosowym (10 km i 30 km). W 1931 i 1932 roku zwyciężył w motocyklowym wyścigu dookoła Litwy.
Był członkiem zarządu Litewskiego Związku Kolarskiego. Wyemigrował do Stanów Zjednoczonych. 